# Braga (tỉnh)
Braga (tỉnh) (phát âm tiếng Bồ Đào Nha: [ˈbɾaɣɐ], tiếng Bồ Đào Nha: Distrito de Braga) là một tỉnh của Bồ Đào Nha. Thủ phủ tỉnh đóng tại thành phố Braga. Tỉnh có diện tích 2.673 km² và dân số 831.368 người. Tỉnh giáp Viana do Castelo về phía bắc, Vila Real về phía đông, Porto về phía nam và một đoạn biên giới ngắn với vùng Galicia của Tây Ban Nha ở phía đông bắc.

## Các khu tự quản
Tỉnh gồm 14 khu tự quản:
- Amares
- Barcelos
- Braga
- Cabeceiras de Basto
- Celorico de Basto
- Esposende
- Fafe
- Guimarães
- Póvoa de Lanhoso
- Terras de Bouro
- Vieira do Minho
- Vila Nova de Famalicão
- Vila Verde
- Vizela

Bản mẫu:Khu tự quản của tỉnh